# Sigriswil
Sigriswil (berndeutsch Sigrischwyl [sigriʃˈʋiːl, sigriʃˈʋiːu]) ist eine Einwohnergemeinde im Schweizer Kanton Bern. Sie gehört zum Verwaltungskreis Thun.

## Geographie

Luftbild von Werner Friedli (1952)

Der grösste Teil der Gemeinde Sigriswil liegt auf einer Sonnenterrasse über dem rechten Ufer des Thunersees. Sie erstreckt sich von dessen Ufer (560 m) ansteigend zur Blueme (1392 m) und zum Sigriswilergrat (Sigriswiler Rothorn 2051 m). Ein kleinerer (hinterer) Teil des Gemeindegebietes befindet sich am Nord- und Osthang der Blueme und am Westhang des hinteren Sigriswilergrats und gehört zum Einzugsgebiet der Zulg, welche erst nach Thun in die Aare fliesst.
Die Gemeinde besteht aus den 11 Ortschaften: Aeschlen ob Gunten, Gunten, Meiersmaad, Merligen, Ringoldswil, Schwanden, Sigriswil, Tschingel ob Gunten, Wiler, Endorf und Reust sowie dem Justistal. Die Ortschaften Meiersmaad und Reust liegen im hinteren Teil des Gemeindegebietes.

## Name
Der Name Sigriswil, der sich erstmals 1222 oder 1223 als de Sigriswile bezeugt findet, setzt sich aus dem althochdeutschen Personennamen Sigiheri oder Sigirih, Sigurih und dem Gattungswort ‑wilari ‘kleines Dorf, Weiler’ zusammen.

## Geschichte

### Frühgeschichte
Steinzeitlicher Fund in Gunten, bronzezeitliche Funde in Merligen, Gunten, Ringoldswil und Justistal. Besondere wissenschaftliche Bedeutung hat der Waffenhortfund von Sigriswil-Ringoldswil – Im Sack aus der Frühbronzezeit. Mehrere dort gefundene Randleistenbeile sind namensgebend für den «Typ Sigriswil». Orts- und Flurnamen weisen auf eine Urbarmachung in alemannischer Zeit hin. Die häufig geäusserte Behauptung, der Name Tschingel, welcher aus dem Lateinischen Cingulum stammt, beweise eine Urbarmachung in römischer Zeit, ist nicht haltbar. Tschingel ist eines der im Berner Oberland häufig vorkommenden romanischen Lehnwörter, die sich in alemannischer Zeit erhalten haben. Daher kommen solche Wörter für eine siedlungsgeschichtliche Auswertung nicht in Betracht. Auch das Wort Gunten ist in der älteren Forschung zu Unrecht als ein Wort aus römischer Zeit bezeichnet worden. Heute wird es als romanisches Lehnwort gallischen Ursprungs betrachtet.

### Mittelalter
Im 10. Jahrhundert gehörte das Gebiet der Gemeinde zum Herzogtum Schwaben, im 11. Jahrhundert zum Königreich Hochburgund, mit welchem Sigriswil 1033 wieder zum Reich gelangte. In den folgenden Jahrhunderten waren die ursprünglich freien Bauern von weltlichen und geistlichen Grundherren abhängig. Im 13. Jahrhundert gehörte Sigriswil lehnsrechtlich zur Freiherrschaft Oberhofen, nach der Ermordung Albrecht I. von Habsburg (1308) unter Beteiligung von Walter III. von Eschenbach kam Oberhofen und damit Sigriswil unter österreichische Herrschaft. 1313 wurde Sigriswil kyburgisches Reichslehen, wurde 1323 an Bern verkauft und wieder als Lehen zurückerhalten. 1347 erfolgte der Kauf des Hochwaldregals vom (verschuldeten) Grafen Eberhard II. von Kyburg-Burgdorf (Sigriswiler Freiheitsbrief); 1406 bernische Herrschaft; bis 1471 Freigericht zusammen mit Steffisburg, dann bis 1798 eigenes Gericht. 1627 Eingliederung des Justistals in das Gemeindegebiet. Während der Helvetik zu Kanton Oberland, von 1803 bis 1832 wieder Freigericht.
Die Urgemeinde war eine reine wirtschaftliche Güter- und Nutzungsgemeinde; sie erhielt unter grundherrschaftlicher Verwaltung die kleine Gerichtsbarkeit. Im 15. Jahrhundert erfolgten eine starke Einwanderung und die innere Abschottung der uransässigen Bewohnerschaft gegen die Neuzuzüger.

### Reformation
1525 wurde Albrecht Vogt, der Chorherr von Interlaken, als Leutpriester nach Sigriswil geschickt. Er nahm an der Berner Disputation von 1528 teil und unterschrieb dort die Reformationsthesen. In der Folge wurde er beauftragt, die Reformation in Sigriswil einzuführen. Im Gegensatz zu anderen Regionen in Berner Oberland wurde die Reformation in Sigriswil widerstandslos akzeptiert. 1529 wurde in jeder Kirchgemeinde ein Chorgericht eingesetzt, das strenge Kirchenzucht durchsetzte. Die Sigriswiler duldeten aber den Pilgerweg für Wallfahrten zu den Beatushöhlen. Die Regierung liess die Höhlen 1528 erstmals zumauern, Kirche und Pilgerherberge zerstören. Die katholischen Unterwaldner liessen sich aber nicht vor weiteren Wallfahrten abhalten und brachen die Mauer wieder auf; so gingen Zumauern und Aufbrechen mehrmals weiter. Als Gegengewicht zum Kult um die Beatushöhlen liess die bernische Regierung 1534 bis 1535 auf dem Beatenberg eine evangelisch-reformierte Kirche bauen.

### Neuzeit
1650 erfolgte mit der Seyordnung die Regelung der Verhältnisse zwischen Alteingesessenen und Hintersassen sowie zwischen den oberen Ortschaften und der Ortschaft Merligen um unklare Nutzung der Allmenden. Ab 1690 war Sgriswil Burgergemeinde mit persönlichem Anrecht auf den Heimatschein. Aufgrund des neuen kantonalen Gemeindegesetzes wurde 1832 eine neue Gemeindeordnung (Einwohnergemeinde) angenommen. Die neue Verfassung von 1831 liess in der Gemeindeorganisation jedoch alles beim Alten. Die Burgergüter blieben unangetastet als Privateigentum bestehen, wodurch der neu geschaffenen Einwohnergemeinde die finanziellen Mittel fehlten. 1851 erfolgte daher die Schaffung einer Gemischten Gemeinde zum Interessenausgleich zwischen Burger- und Einwohnergemeinde; 1868 fanden schliesslich die Übergabe des allgemeinen Burgergutes an die Einwohnergemeinde sowie die Auflösung der Burgergemeinde statt. Mitte des 19. Jahrhunderts fanden Parteikämpfe zwischen Liberalen und Konservativen statt, die den Strassenbau ablehnten; 1852 erfolgte Bau der Seestrasse bis Gunten, 1873 die Verlängerung nach Merligen, danach der kontinuierliche Ausbau des Strassennetzes. Ende des 19. Jahrhunderts wurden die Reben von der Reblaus befallen, worauf Winzerfamilien wegzogen, darunter die Familie des Schriftstellers Frédéric Sauser.
1908 beschloss die Gemeindeversammlung, sich finanziell an einer Drahtseilbahn zwischen Gunten und Sigriswil zu beteiligen. Der finanzielle Aufwand für eine Bahn erwies sich aber als zu gross, und man entschloss sich 1914 zugunsten des Automobilverkehrs. Post und Telegraph erreichten die Gemeinde Ende des 19. Jahrhunderts, eine Telephonverbindung zu Beginn des 20. Jahrhunderts. Weitere Aufgaben der Gemeinde in der zweiten Hälfte des 19. Jahrhunderts waren Wildbachverbauungen, Aufforstungen, Vermessungsarbeiten, Wasserfassungen und der Schulhausbau. 1898 fand in Merligen ein Dorfbrand statt, der einen Teil des Dorfes zerstörte.

### Kirche Sigriswil
Die erste Kirche in Sigriswil wurde um 1000 erbaut von Rudolf II. von Hochburgund (Strättliger Chronik); bis zur Reformation Zugehörigkeit zum Bistum Konstanz; Patronat im 13. Jahrhundert bei den Edlen von Bremgarten, Burkhard von Unspunnen u. a., ab 1222 beim Kloster Interlaken; nach der Reformation bei Bern, aber mit eigenem Chorgericht. Mitte 15. Jahrhundert Umbau (spätgotische Fundamente), 1678/79 Neubau im Typus der evangelischen Predigtkirche. Weitere Renovationen 1784, 1838, 1866 und 1957. Schutzpatron St. Gallus. 1937 Einweihung der Kirche Merligen. Über ihr Amt hinaus Spuren hinterliessen die Pfarrer Christoph Pfäfferlin (1555–1565) als Humanist und Botaniker, Gottlieb Jakob Kuhn (1799–1806) als Dichter und Karl Howald (1833–1869) als Chronist. 1925 wurde zum Gedenken an den 150. Geburtstag von Gottlieb Jakob Kuhn ein von Hermann Hubacher geschaffenes Bronzerelief rechts des Kircheneingangs angebracht.

### Wirtschaft
Die Landwirtschaft war ursprünglich eine Dreifelderwirtschaft mit freien Bauern. Der Rebbau am Thunersee begann vermutlich in römischer Zeit. Die Gemeinde versorgte sich selbst mit Brot und Wein. Im 18. Jahrhundert wurde Graswirtschaft (Stallfütterung) eingeführt, es gab eine vermehrte Milcherzeugung und Fruchtwechsel, die Kartoffel wurde eingeführt, der Ackerbau ging zurück. Ende des 18. Jahrhunderts gab es einen durch Degeneration der Rebstöcke bedingten Niedergang des Rebbaus. 1851 und 1858 regelten Schutzbestimmungen und ein neues Forstgesetz die Waldnutzung und beendeten den Raubbau durch die Landwirtschaft. Im 20. Jahrhundert wurden eine Verminderung und Vergrösserung der landwirtschaftlichen Betriebe, eine Zunahme der Kuhbestände und ein weiterer Rückgang der Ackerfläche verzeichnet.
Die Landwirtschaft blieb bis zu Beginn des 19. Jahrhunderts Hauptwirtschaftszweig; 1831 Einführung der Gewerbefreiheit, Zunahme von Gastwirtschaft und Gewerbe; 1858 Beginn des Fremdenverkehrs (erste Werbeschrift). Im 20. Jahrhundert war Sigriswil keine rein bäuerliche Gemeinde mehr, viele erwarben ihren Verdienst in der Hotellerie (z. B. Parkhotel Gunten), im Gewerbe, Handel und Verkehr sowie in den Fabriken in Thun.

## Politik
Die Stimmenanteile der Parteien anlässlich der Nationalratswahl 2023 betrugen:
- SVP 43,1 % (−8,5 %)
- SP 10,0 % (+0,7 %)
- glp 8,4 % (+2,2 %)
- Mitte 8,1 % (+0,1 %)
- FDP 5,4 % (−1,1 %)
- GPS 5,2 % (−3,4 %)
- EDU 3,9 % (+1,6 %)
- EVP 3,2 % (+0,7 %)

## Verkehr
Sigriswil wird von den Autobuslinien 21 und 25 der Verkehrsbetriebe STI bedient, erstere wiederum ersetzte den zwischen 1952 und 1982 verkehrenden Trolleybus Thun–Beatenbucht. Von 1913 bis 1952 fuhr auf dem Abschnitt die Strassenbahn Steffisburg–Thun–Interlaken.

## Abwasser
Zur Reinigung des Abwassers wurde die Gemeinde an die ARA Thunersee in der Uetendorfer Allmend angeschlossen.

## Sehenswürdigkeiten
Der Aussichtsturm Blueme auf der Blueme (1391 m) bietet Aussicht auf Thunersee und Alpen.

### Kulturhistorische Rundgänge
Die kulturhistorischen Rundgänge führen durch Sigriswil, Endorf, Merligen und Gunten.

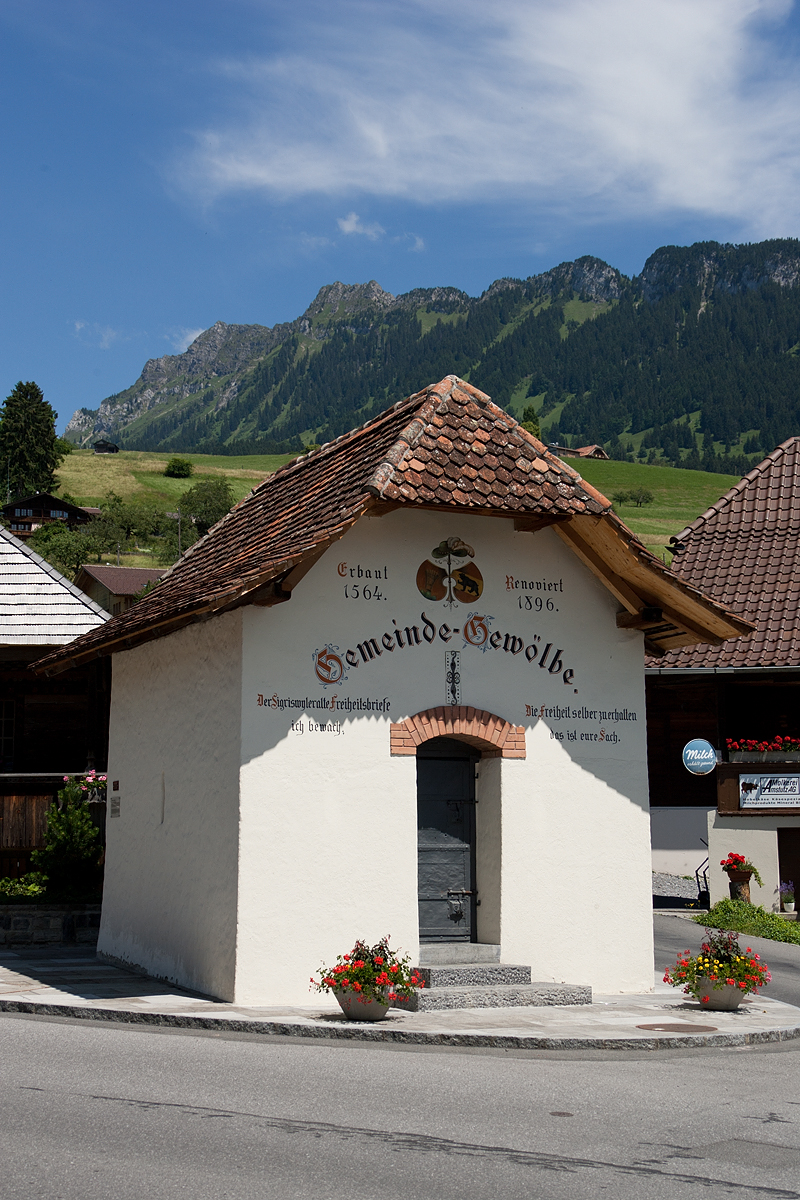
Gemeindegewölbe
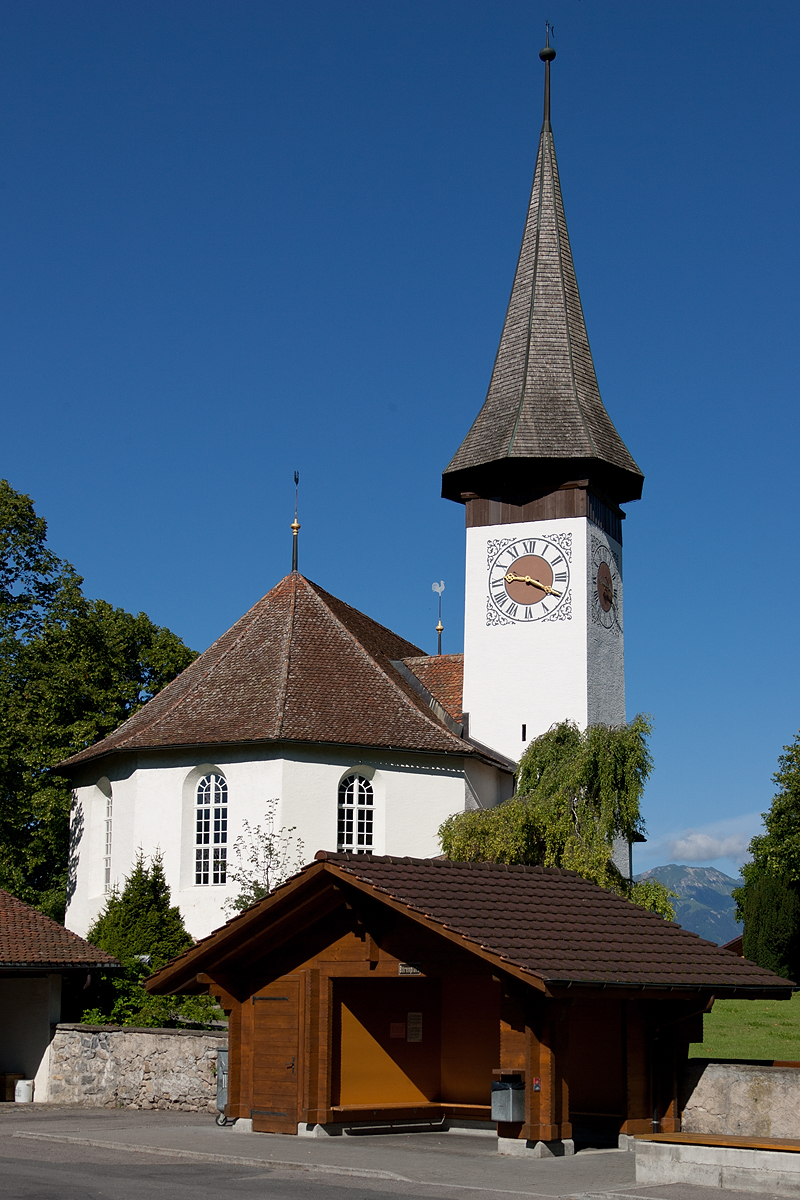
Reformierte Kirche Sigriswil
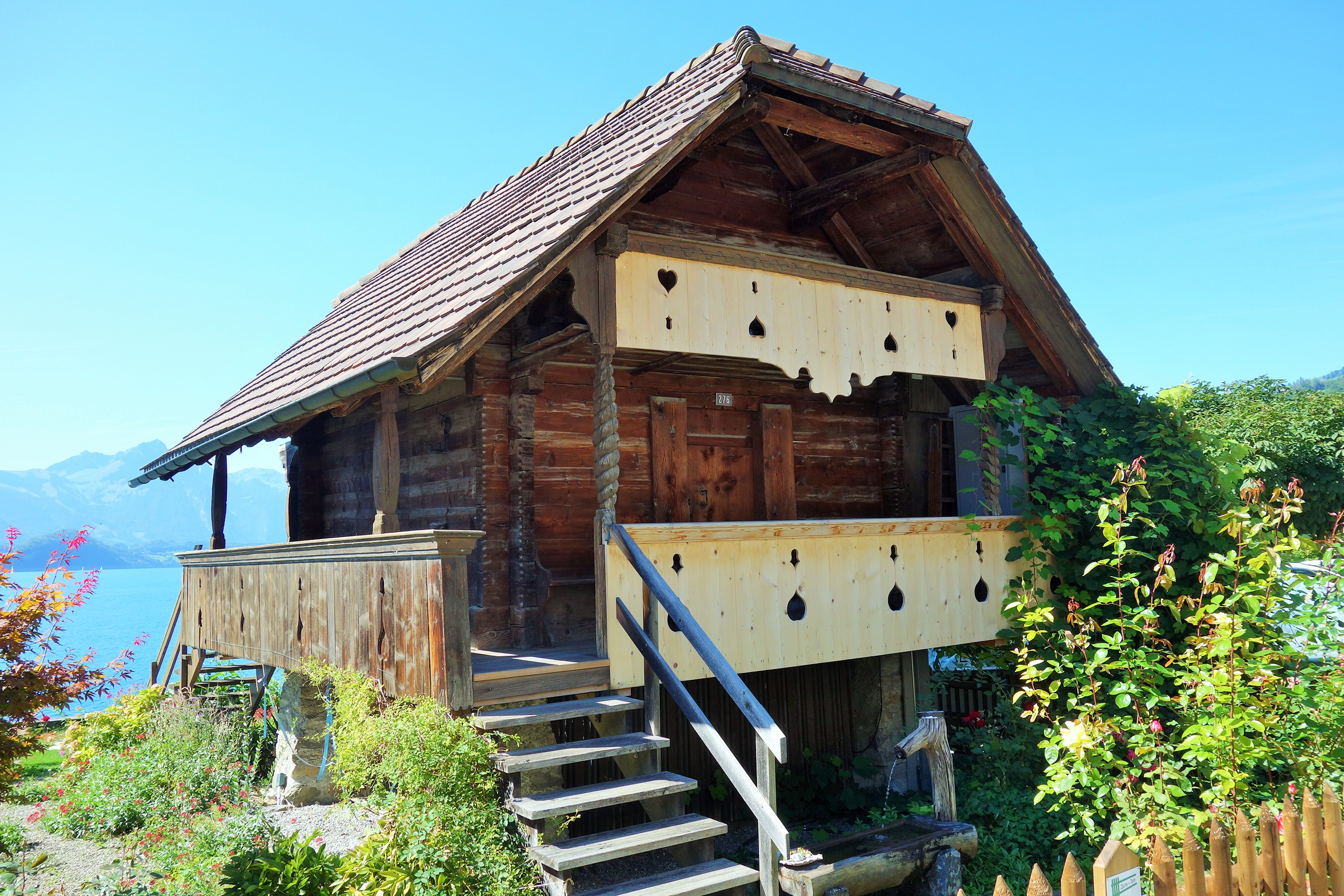
Speicher und Schiffsscherm, Merligen
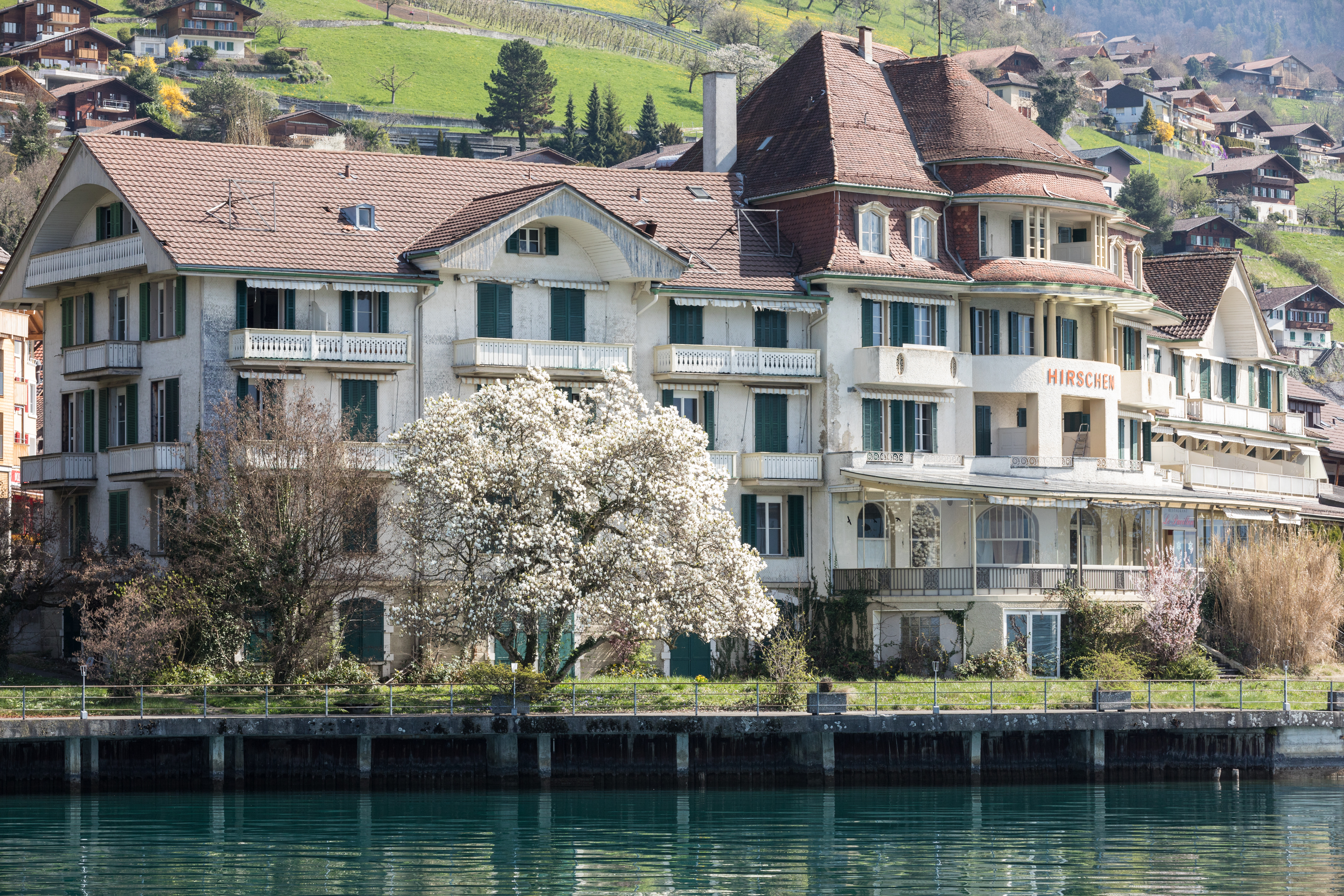
«Hotel Hirschen», Gunten

### Brauchtum und Sonstiges
Der Chästeilet (berndeutsch für Käse-Verteilung) ist ein jährlich wiederkehrendes Fest im Justistal.
Das Fest findet jeweils am Freitag vor oder nach dem Eidgenössischen Dank-, Buss- und Bettag statt. Das genaue Datum wird immer ein Jahr zum Voraus durch die Vereinigten Alpgenossenschaften festgelegt. Am Chästeilet treffen sich die Landwirte, welche ihre Kühe im Justistal gesömmert haben, und teilen die im Sommer produzierten Käselaibe im Verhältnis zur Milchleistung der Kühe auf.
Bereits vor und während des traditionellen Rituals beginnt ein fröhliches Fest mit Jodelliedern und Schwyzerörgeli-Klängen.
Ein weiteres in der Gemeinde seit Jahrhunderten fest verankertes Brauchtum ist der Zweitjänner, anlässlich dessen sich die ledigen Burschen der Gemeinde dorfweise zu Neujahrsgesellschaften zusammenschliessen. Die Neujahrsgesellschaften vertreiben mit ihren Treicheln an Silvester die bösen Geister und läuten das alte Jahr aus, resp. das neue Jahr ein. Am Neujahrstag finden vielerorts Feste mit Musik und Tanz statt, ehe es am Berchtoldstag, dem Zweitjänner, zum Höhepunkt des Brauchtums kommt. Hierbei verkleiden sich die Neujahrer und ziehen von Haus zu Haus, um den Bewohnern ihres Dorfes es guets Nöis zu wünschen. Der Brauch hat einen heidnischen Ursprung, weswegen er in den Geschichtsbüchern grösstenteils ignoriert wurde. Überlieferungen zufolge hat er sich im Laufe der Zeit jedoch kaum gewandelt.

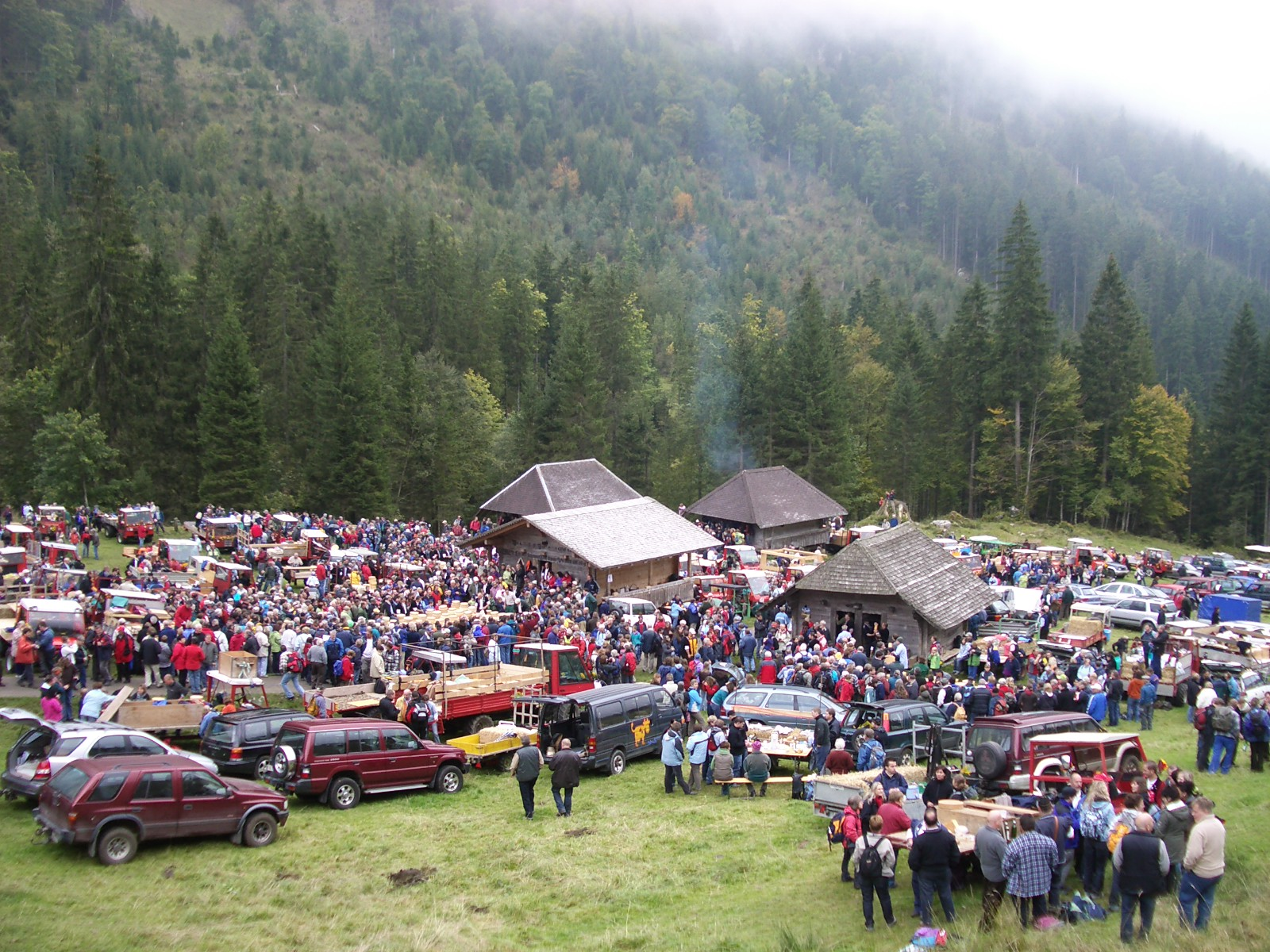
Chästeilet im Justistal
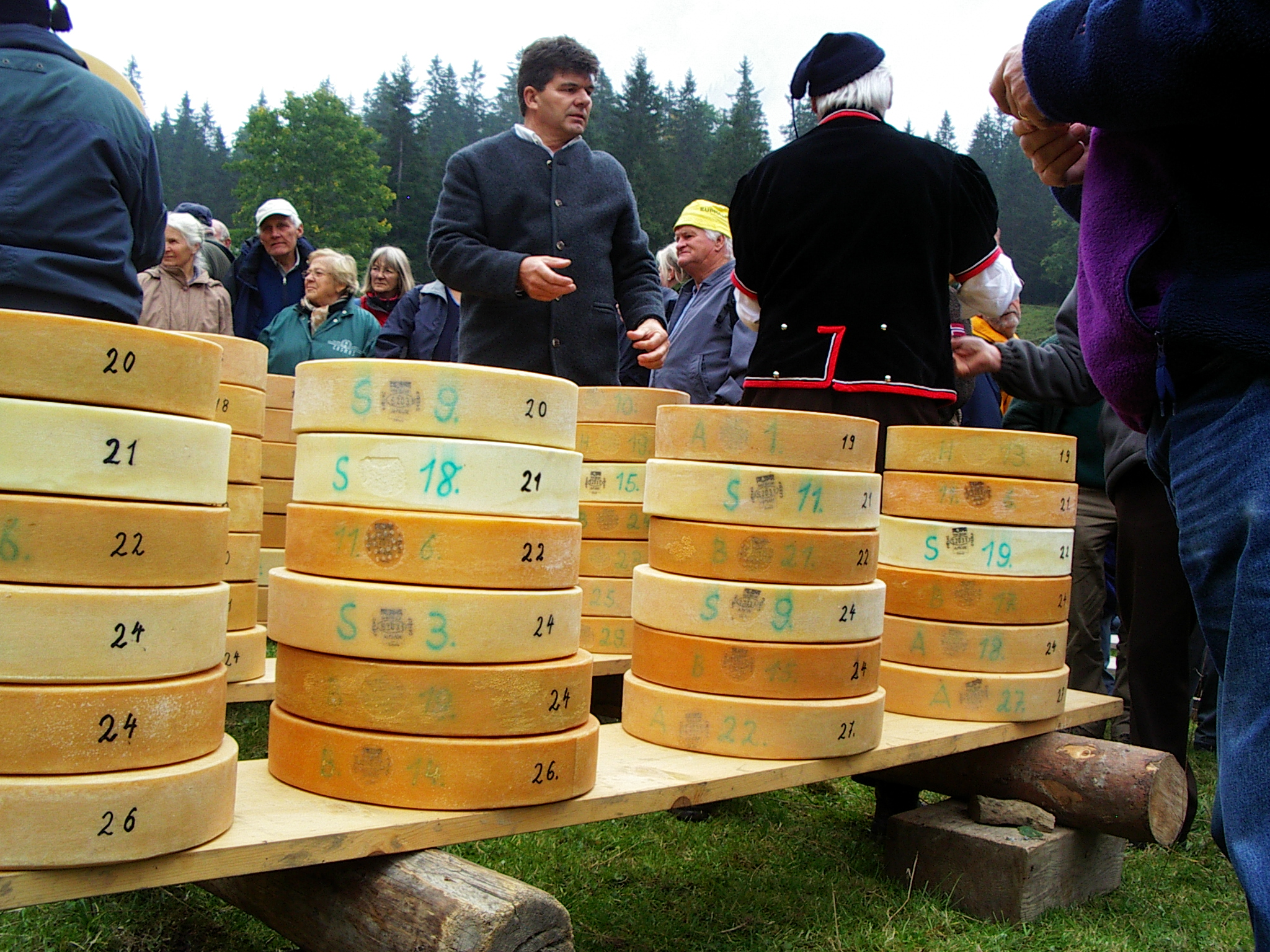
Käse wird pro Los aufgeschichtet
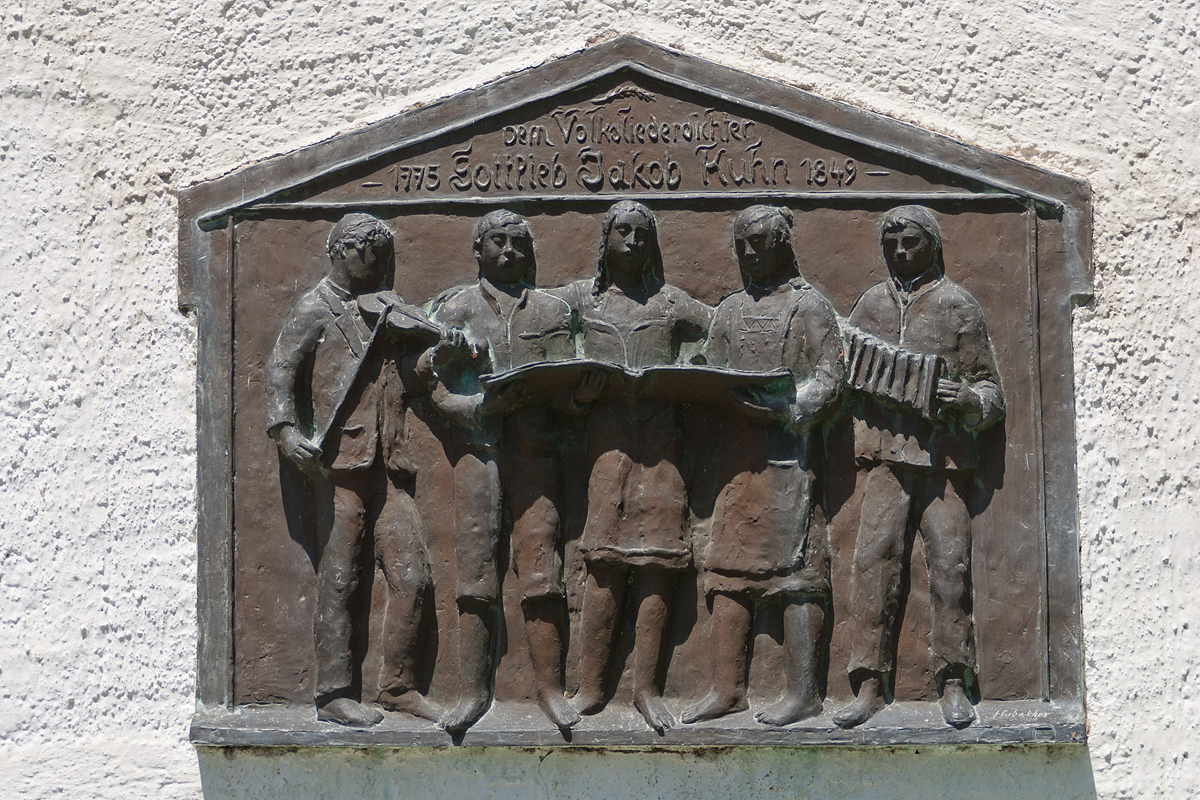
Gedenktafel Gottlieb Jakob Kuhn, Volksliederdichter

Der in der Sternwarte Drebach (Erzgebirge) entdeckte Kleinplanet (104896) trägt offiziell den Namen Schwanden nach der Sigriswiler Ortschaft.

## Persönlichkeiten
- Gottlieb Jakob Kuhn (1775–1849), von 1799 bis 1806 Vikar in Sigriswil
- Philipp Woker (1848–1924), Historiker, Prof. der Uni Bern; Vater von Gertrud und Harald Woker; Grabstätte: Stampach (Haus Woker)
- Karl Howald (1796–1869), von 1833 bis 1869 Pfarrer in Sigriswil, Verfasser einer siebenbändigen Sigriswiler Chronik (1844–1869)
- Gertrud Woker (1878–1968), Biochemikerin, Prof. der Uni Bern, Aktivistin der Internationalen Frauenliga; geboren in Stampach (Haus Woker)
- Curt Goetz (1888–1960), Schauspieler und Schriftsteller, besass in Merligen ab 1927 ein Ferienhaus, in dem er mit seiner Frau Valérie von Martens (1894–1986) von 1933 bis 1939 ständig wohnte.
- Otto Erich Strasser (1888–1985), evangelischer Geistlicher und Hochschullehrer
- Zenta Mauriņa (1897–1978), lettische Schriftstellerin, Essayistin und Übersetzerin, schrieb: «Du hattest den Weg nach Sigriswil gefunden, wo die schneebedeckten Berge die Herrlichkeit des Schöpfers rühmen, und der Thuner See die Tiefe seiner Gedanken.»[14]
- George Gallup (1901–1984), amerikanischer Pionier der Markt- und Meinungsforschung, starb im Ortsteil Sigriswil, Tschingel ob Gunten
- Adrian Amstutz (* 1953), Politiker (SVP), geboren in Sigriswil und von 1993 bis 1998 Gemeinderatspräsident
- Walter Thurnherr (* 1963), Diplomat, Bundeskanzler (2016–2023), wohnt in Sigriswil
- Heidi Zeller-Bähler (* 1967), Skirennfahrerin
- Andrea Huser (1973–2020), Multisportlerin, lebte in Sigriswil
- Christoph Sauser (* 1976), Mountainbiker

## Partnergemeinden
- Lutry, Kanton Waadt, Schweiz. Die Partnerschaft begann ab 1981, als der Kanton Bern zu Gast am Comptoir Suisse in Lausanne teilnahm.
- Villa General Belgrano, Provinz Córdoba (Argentinien), Argentinien. Die Partnerschaft wurde im November 2010 unterzeichnet.